# Aloe asperifolia
Aloe asperifolia ist eine Pflanzenart der Gattung der Aloen in der Unterfamilie der Affodillgewächse (Asphodeloideae). Das Artepitheton asperifolia leitet sich von den lateinischen Worten asper für ‚rau‘ sowie -folius für ‚beblättert‘ ab und verweist auf die rauen Laubblätter der Art.

## Beschreibung

### Vegetative Merkmale
Aloe asperifolia wächst stammlos und bildet dichte Klumpen die aus 20 bis 40 Rosetten bestehen oder mit kurzen, wurzelnden, kriechenden Trieben und ist dann einfach oder verzweigt. Die lanzettlich-verschmälerten Laubblätter sind etwas sichelförmig. Die glauke oder gelegentlich fast weiße Blattspreite ist 15 bis 25 Zentimeter lang und 4 bis 7 Zentimeter breit. Die Blattoberfläche ist sehr rau. Die hornartigen, bräunlichen Zähne am Blattrand sind 2 bis 3 Millimeter lang und stehen 5 bis 15 Millimeter voneinander entfernt.

### Blütenstände und Blüten
Der schiefe Blütenstand besteht aus zwei bis drei Zweigen und erreicht eine Länge von 50 bis 75 Zentimeter. Die ziemlich lockeren Trauben sind 20 bis 25 Zentimeter lang und bestehen aus fast einseitswendigen Blüten. Die deltoid-eiförmigen bis deltoid und spitz zulaufenden Brakteen weisen eine Länge von 10 bis 15 Millimeter auf und sind 3 bis 4 Millimeter breit. Die scharlachroten Blüten stehen an 6 bis 8 Millimeter langen Blütenstielen. Die Blüten sind 28 Millimeter lang und an ihrer Basis kurz verschmälert. Auf Höhe des Fruchtknotens weisen die Blüten einen Durchmesser von 6 bis 7 Millimeter auf. Darüber sind sie leicht erweitert und schließlich zur Mündung verengt. Ihre äußeren Perigonblätter sind auf einer Länge von 10 Millimetern nicht miteinander verwachsen. Die Staubblätter ragen 8 bis 10 Millimeter, der Griffel 10 Millimeter aus der Blüte heraus.

## Systematik und Verbreitung
Aloe asperifolia ist in Namibia verbreitet.
Die Erstbeschreibung durch Alwin Berger wurde 1905 veröffentlicht.

## Nachweise